# Anton Storch
Anton Storch (Viena, Àustria, 1813 - 1887) fou un compositor i director de coral austríac.
En descobrir el seu talent musical, son pare va encarregar Michael Eckel de la formació del seu fill. Aviat l'alumne es va enfilar sobre el mestre. Storch va anar al conservatori de la Gesellschaft der Musikfreunde, on va rebre classes de violí de Georg Hellmesberger, Josef Böhm, Franz Clement i Josef Mayseder i va estudiar composició amb Kessler.
Després de completar els seus estudis, es va incorporar a l'orquestra del Theater an der Wien com a violinista i després de la mort de Clement, en va devenir el director d'orquestra. Poc temps després va esdevenir director d'orquestra del Karltheater i més tard al Theater in der Josefstadt. En aquest període va escriure la música de nombroses òperes, operetes, obres de teatre popular, comèdies i ballets. Els seus cors per a homes, que li donaren fama, es distingeixen per una gran originalitat. El 1843 va esdevenir, junts amb Gustav Barth (1811-1897) el primer director de la novament creada coral masculina Wiener Männergesangverein, per a la qual va compondre cançons, corals i quartets que en van fer un dels compositors més populars de l'àmbit de parla alemanya de la seva època. Aleshores va decidir abandonar el món del teatre. El 1854 va ser nomenat director del Musikverein Linz (societat de música de Linz. Després de 1861 va tornar a Viena al Theater in der Josefstadt, sota la insistència dels seus amics. Devers 1870 es va retirar de la vida activa i només es va ocupar dels seus nombrosos alumnes. Va patir una greu malaltia als ulls, que el va fer cec a la fi de la seva vida.
Entre els seus alumnes de Viena va tenir en E. S. Engelsberg i Đuro Eisenhuth, entre d'altres.
Obres destacades
- Die Karthause, poema per a veus d'home i cor;
- Kriegers Heimkehr, per a quintet vocal i cor;
- Grün, per a quatre veus i cors;
- Morgengrüsse per a quatre veus d'home soles;
- Leben und Lied, per a doble cor a vuit veus;
- Vor der Schlacht, cor;
- Ave Regina, per a quatre veus;
- Miserere mei Deus, etc.

Les seves òperes i altres composicions són de menor mèrit.